# Huambo

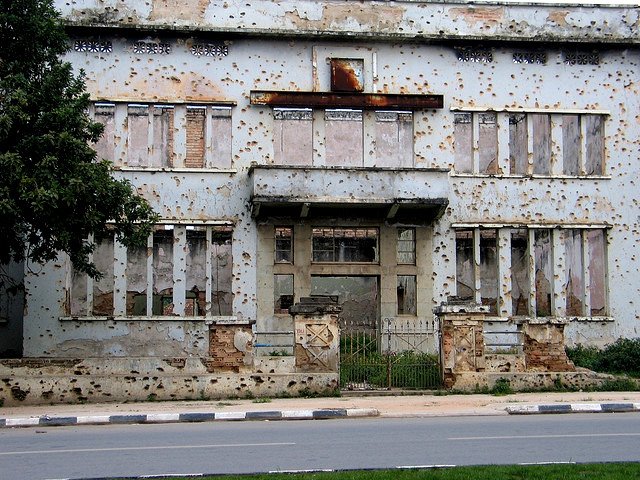
Edificio cittadino con evidenti tracce della guerra civile

Huambo è una città dell'Angola, capoluogo dell'omonima provincia. La città si trova 220 km a est di Benguela e a 600 km dalla capitale Luanda ed ha una popolazione di 325 207 abitanti.
La città e la provincia sono note per aver dato i natali a Jonas Savimbi, carismatico leader della guerriglia che, supportato dagli Stati Uniti, combatté il governo filo-sovietico dell'Angola durante la Guerra Fredda.
Fu fondata dai Portoghesi nel 1912 e, durante quel periodo fu nota come Nova Lisboa (Nuova Lisbona), tra il 1928 ed il 1975. Dopo l'indipendenza, prese il nome di Huambo e si affermò come sede di industrie alimentari e stazione per le riparazioni ferroviarie.
Huambo è situata sulla ferrovia centrale angolana che collega il porto di Benguela con il confine congolese.
Sede arcivescovile dal 1940.

## Storia
Huambo aveva una popolazione di 203 800 abitanti nel 1983, ma fu teatro di drammatiche battaglie durante la sanguinosa guerra civile tra il governo e l'UNITA, dall'indipendenza alla molte del leader dei ribelli dell'UNITA Jonas Savimbi. La città fu assediata ed ampiamente danneggiata; i civili furono massacrati in massa o fuggirono dalla città.
Al momento dell'indipendenza nel 1975, Savimbi dichiarò Huambo una repubblica separata all'interno della nazione. In ogni caso, con l'aiuto della spedizione militare cubana, i governativi del MPLA ripresero il controllo della città l'8 febbraio 1976. I dintorni rimasero comunque sotto il controllo dell'UNITA.
Entro l'estate del 1976 le truppe cubane si erano insediate a Huambo, nelle zone di San Pedro, Lufefena e Cruzeiro, ed avevano forti guarnigioni nella maggior parte delle grandi città, ma l'UNITA controllava tutto il territorio rimanente.
Gli sfollati cominciarono a concentrarsi nelle città, in cerca di protezione e di assistenza umanitaria. In questo contesto, una delle prime agenzie umanitarie a giungere nella provincia di Huambo fu il CICR, nel 1979. Nel 1984 il conflitto si inasprì drammaticamente, così come la fuga verso le città. Un'importante azione di soccorso fu lanciata nei capoluoghi dell'Altopiano Centrale ed in molti dei comuni ancora accessibili per via aerea. In quel periodo la maggior parte delle strade erano controllate dall'UNITA e pesantemente minate.
Nel maggio del 1991 fu raggiunto un accordo di pace tra il governo e l'UNITA. Le agenzie delle Nazioni Unite e le ONG si insediarono tra il 1991 ed il 1992. La situazione migliorò gradualmente e le elezioni generali furono indette nel settembre del 1992. Ma i problemi esplosero nel momento in cui i risultati delle votazioni furono resi pubblici. Lo scontento raggiunse velocemente Huambo, dato che l'UNITA considerava la provincia come la propria roccaforte politica. Essi concentrarono in città la maggior parte dei propri leader e gran parte delle truppe, non appena la sconfitta elettorale fu resa pubblica.
La città era ancora formalmente sotto controllo governativo, ma la tensione crebbe progressivamente sotto forma di un crescendo di violenze in cui erano coinvolti i miliziani dell'UNITA. Alla fine del 1992 tutte le agenzie di aiuto straniere si erano ritirate da Huambo. L'UNITA assunse il pieno controllo della città nel corso di una battaglia senza quartiere iniziata poco dopo il Natale del 1992, che raggiunse l'apice a metà gennaio del 1993. Violenti scontri a Huambo e dintorni si perpetrarono per 55 giorni, fino al ritiro delle truppe governative; l'UNITA assunse il pieno controllo della città. Allo stesso tempo, la maggior parte delle città negli Altopiani Centrali furono occupate dall'UNITA, attraverso simili violenze e distruzioni di massa. Il conflitto armato si inasprì nell'agosto del 1994. Una grande offensiva riportò Huambo sotto il controllo governativo il 9 novembre, e poco dopo tutti gli altri capoluoghi provinciali. Il quartier generale dell'UNITA fu trasferito a Jamba nella provincia di Cuando Cubango.
La guerra terminò ufficialmente il 20 novembre 2004 con la firma del Protocollo di Lusaka. In molti sensi questo evento significò un passo verso la normalizzazione, e fu ricevuto a Huambo con moderato ottimismo. L'UNITA trasferì nuovamente il quartier generale, questa volta a Bailundo, a circa 50 km a nord del capoluogo provinciale. Questo trasferimento sollevò serie preoccupazioni tra molti osservatori.
Nel 1995 la libera circolazione delle persone e delle merci era stata abbastanza ristabilita nella provincia. Alla fine dell'anno i peacekeepers delle Nazioni Unite (UNAVEM III) erano stati stanziati a Huambo, in seguito ai dettami del Protocollo di pace di Lusaka. Il 1996 ed il 1997 furono anni di relativo miglioramento delle condizioni di vita dei civili a Huambo, anche se i ritorni furono piuttosto limitati, la ricostruzione lenta e le attività commerciali non ripresero il passato vigore.
Dopo che il Consiglio di Sicurezza delle Nazioni Unite impose le sanzioni contro l'UNITA (29 ottobre 1997) a causa dei ritardi nell'implementazione del protocollo di Lusaka e della riluttanza a demilitarizzare e consegnare le proprie piazzeforti, l'insicurezza a Huambo crebbe gradualmente, soprattutto nella seconda metà del 1998. All'inizio di dicembre il governo lanciò un'offensiva che puntava a conquistare le ultime roccaforti dell'UNITA a Huambo ed a Kuito, e questa nuova guerra si estese presto ad altre regioni del paese. Ancora una volta vi furono molti profughi dalle aree rurali verso Huambo, Kuito e Caala. Grandi campi profughi furono installati in queste città quando la Comunità umanitaria dovette ritirarsi dalle zone controllate dall'UNITA, abbandonandole completamente prima della fine dell'anno e concentrandosi a Huambo, Caala ed, in seguito, Ukuma.
La situazione della sicurezza divenne estremamente volatile. Quando Huambo ed altre grandi città degli Altopiani furono bombardate da Bailundo ed altre postazioni ancora in possesso dell'UNITA, due aerei Hercules C130 delle Nazioni Unite con 23 persone a bordo furono abbattuti sopra Vila Nova (26 dicembre 1998 e 2 gennaio 1999), durante il tentativo di evacuare a Luanda gli ultimi membri della missione UNAVEM III a Huambo.
Il governo riconquistò un'altra volta la città di Bailundo nell'ottobre del 1999. Londuimbali, Vila Nova ed altre grandi città nella provincia erano già sotto controllo governativo e nel dicembre del 1999 l'amministrazione statale fu ristabilita in tutti i capoluoghi municipali. In questo periodo la guerra convenzionale che la provincia aveva conosciuto si trasformò in guerriglia, con l'UNITA ancora in controllo delle zone rurali che colpiva a caso installazioni militari o di polizia del Governo, e spesso anche civili.
L'esodo dei civili verso Huambo e Caala vide un nuovo boom. All'inizio del 2000 vi erano più di 25 000 profughi nel villaggio di Caala, e più di 40 000 nella città di Huambo. Come le sanzioni internazionali nei confronti dell'UNITA divennero più restrittive, così le loro azioni militari a Huambo divennero più frequenti e distruttive, raggiungendo un picco di violenza alla fine del 2000.
Nell'ottobre del 2001 il governo lanciò una nuova offensiva contro l'UNITA dal nord e dal sud della provincia, questa volta con operazioni militari molto rigide, chiamate operações de limpeça, letteralmente "operazioni di pulizia", che consistevano nel deportare grandi gruppi di popolazione dalle aree rurali concentrandole in pochi, specifici, punti di concentrazione. L'idea alla base di questa strategia era di privare la guerriglia del potenziale supporto che avrebbero ancora potuto trovare nei villaggi che ancora controllavano nella savana, rendendo il loro habitat naturale invivibile. Nel breve periodo questo portò all'aumento della pressione verso le risorse disponibili nelle aree sicure della provincia, ed in molti casi alla morte di stenti di gruppi intrappolati dal conflitto o a cui era stato impedito di raggiungere queste zone. Questo fatto rappresenta probabilmente l'apice delle sofferenze patite dalla popolazione civile nella provincia di Huambo per tutta la durata della guerra.
La morte di Jonas Savimbi nel febbraio del 2002 e la successiva firma di un nuovo cessate il fuoco riportarono la tranquillità nella provincia e stabilirono le condizioni per l'attuale processo di pace e l'inizio di una nuova era di sviluppo.